# Impromptu
Impromptu (od francuskiego „impromptu” /ɛ̃.pʁɔ̃p.ty/ „improwizowany”) – słowo o wielorakim znaczeniu:
1. Improwizacja
2. Interludium, muzyczny pasaż w spektaklach teatralnych pomiędzy aktami np. w dramatach Moliera
3. W okresie romantyzmu forma muzyczna o bardzo ścisłej symetrii trójdzielnej. Utwór podzielony jest na trzy części, z której każda ulega kolejnemu podziałowi na trzy, a każda z nich na kolejne trzy. W sumie tworząc 27 krótkich fraz. Pierwszym twórcą tego typu utworów był Franz Schubert. Teorię impromptu opracował Robert Schumann. Fryderyk Chopin doprowadził impromptu do symetrycznej doskonałości.